# Gilletiodendron pierreanum
Gilletiodendron pierreanum är en ärtväxtart som först beskrevs av Hermann August Theodor Harms, och fick sitt nu gällande namn av J.Leonard. Gilletiodendron pierreanum ingår i släktet Gilletiodendron och familjen ärtväxter. Inga underarter finns listade i Catalogue of Life.